# 20 år med oss
20 år med oss eller 20 år med oss: Vem é dé du vill ha utkom på Mariann Grammofon den 8 mars 2002 i Norge och Sverige och den 12 augusti samma år i Danmark och är ett samlingsalbum av de tre sångerskorna Kikki Danielsson, Elisabeth Andreassen och Lotta Engberg, som då uppträdde tillsammans som trion "Kikki, Bettan & Lotta". Albumet sålde guld i Norge och Sverige, vilket i Norge skedde andra veckan den fanns ute där. Albumet nådde tredjeplatsen på den norska albumlistan. Albumet fick den fin kritik hos både press och publik i både Sverige och Norge.
Vem é dé du vill ha är den enda sång på albumet som trion sjunger tillsammans alla tre. Dock finns på albumet även sånger som Kikki Danielsson och Elisabeth Andreassen sjungit ihop i den svenska popgruppen "Chips"  i början av 1980-talet. Albumet innehöll även fem nya sånger, "Vem é dé du vill ha" av Kikki, Bettan & Lotta, "Hela världen öppnar sig" och "Klia mej på ryggen" av Lotta samt "Easy Come, Easy Go" och "Jag har börjat leva nu" av Kikki. "Klia mej på ryggen" var dock en cover på en låt av Björnes från 2001.

## Låtlista
1. Vem é dé du vill ha - Kikki, Bettan & Lotta
2. Fri - Kikki
3. Hela världen öppnar sig - Lotta
4. Dag efter dag - Chips
5. Då lyser en sol - Bettan
6. 100% - Lotta
7. Our Love is over - Chips
8. La det swinge - Bobbysocks
9. Klia mej på ryggen - Lotta
10. Bra vibrationer - Kikki
11. Ängel i natt (The Power of Love) - Bettan
12. Fyra Bugg & en Coca Cola - Lotta
13. Easy Come, Easy Go - Kikki
14. Lys og varme - Bettan
15. Juliette & Jonathan - Lotta
16. Jag har börjat leva nu - Kikki
17. Together Again - Bettan
18. Miss Decibel - Wizex
19. Sankta Cecilia - Lotta Engberg & Göran Folkestad
20. I evighet - Bettan

## Listplaceringar
| Lista (2002) | Topplacering |
| ------------ | ------------ |
| Norge        | 3            |